# Emmen (Lucerna)
Emmen és un municipi del cantó de Lucerna (Suïssa), situat al districte de Hochdorf.